# Marcelo Barovero
Marcelo Alberto Barovero (Porteña, 18 de fevereiro de 1984) é um ex-futebolista argentino que atuava como goleiro.

## Carreira

### Atl. Rafaela
Barovero se profissionalizou no Atlético de Rafaela, em 2003.

### River Plate
Barovero integrou o River Plate na campanha vitoriosa da Libertadores da América de 2015.

## Títulos
Atlético Rafaela
- Primera B Nacional: 2002–03

Vélez Sársfield
- Campeonato Argentino: 2004 (Clausura), 2007 (Clausura)

River Plate
- Torneio Final: 2014
- Copa Sul-Americana: 2014
- Recopa Sul-Americana: 2015
- Supercopa Euroamericana: 2015
- Copa Libertadores da América: 2015
- Copa Suruga Bank: 2015

Necaxa
- Copa México: 2018 (Clausura)

Monterrey
- Campeonato Mexicano: 2019 (Apertura)
- Liga dos Campeões da CONCACAF: 2019